# 1615 en santé et médecine
g
| Années de la santé et de la médecine : 1612 - 1613 - 1614 - 1615 - 1616 - 1617 - 1618    |
| Décennies de la santé et de la médecine : 1580 - 1590 - 1600 - 1610 - 1620 - 1630 - 1640 |

Cet article présente les faits marquants de l'année 1615 en santé et médecine.

## Événements
- 9 mars : à Montpezat, dans le Quercy, « en considération du service qu'elle fait », l'hospitalière, femme du laïc chargé contre un médiocre salaire de l'entretien de l'établissement et de la garde des malades, est gratifiée des habits d'une femme morte à l'hôpital[1].
- À Bordeaux, à l'occasion du mariage de Louis XIII avec Anne d'Autriche, plus de mille cinq cents malades se présentent au « toucher des écrouelles[2] ».
- Au Pendjab, selon les mémoires de l'empereur Jehangir, « une peste s'étend dans la ville de Lahore, [et] c'est la première fois que cette maladie apparaît en Inde[3] ».
- Pour lutter contre les épidémies, la ville de Genève se dote d'un organe de veille qu'elle intitule « chambre de la santé[4] ».
- En Alsace, la ville de Sundgau « conn[aît] une épidémie parmi le bétail […] qui explique la fondation d'une confrérie Saint-Sébastien[5] ».
- « La peste sévit à Mons », dans le comté de Hainaut[6].

## Fondations
- Création, à Angers, de « l'hospice dit des renfermés, destiné à juguler la mendicité trop voyante » et qui est à l'origine de l'hôpital-général de la Filles de la charité de saint Vincent de Paul[7].
- À Paris, autour de la chapelle de la Savonnerie, Marie de Médicis établit un « lieu de charité pour y être reçus, alimentés, entretenus et instruits les enfants, tirés des hôpitaus, des pauvres enfermés […], le seul établissement de cette sorte en France[8],[9] ».
- Cinq artisans d'Armentières, aux Pays-Bas, fondent un couvent du Tiers-Ordre franciscain, d'abord consacré à l'enseignement, mais qui deviendra bientôt un asile d'aliénés[10].
- À Bénévent, en Campanie, les frères de Saint-Jean-de-Dieu fondent l'hôpital San Diodato qui, sous une apparence religieuse, dépend en réalité de l'administration municipale[11].
- À  Northampton, en Angleterre, ouverture de Trinity Hospital, fondé par Henry Howard[12].
- Les frères de Saint-Jean-de-Dieu fondent un hôpital à Graz, en Styrie[13].

## Publications
- Helkiah Crooke (en) (1576-1648) publie sa Microcosmographie, ou « Description du corps humain[14] ».
- Parution d'un Miroir de la beauté et santé corporelle dont l'auteur, « probablement décédé avant 1659 […], semble avoir étudié la médecine à Paris entre 1558 et 1572 et l'avoir exercée essentiellement en Limousin[15] ».
- Jean de Nynauld (en) publie son essai De la lycanthropie[16].
- Pieter Pauw (1564-1617) publie ses Primitiae anatomicae de humani corporis ossibus[17].
- Jean de Varandée (1564-1617) publie à Lyon son ouvrage « sur les maladies et affections des femmes » (De morbis et affectibus mulierum) dans lequel, pour nommer la maladie actuellement diagnostiquée comme « anémie hypochrome », il propose pour la première fois le terme de « chlorosis[18],[19] ».
- Hyppolite Obicius fait paraître son ouvrage intitulé Staticomastix et sous-titré Staticae medicinae demolitio[20], virulente critique de l'Ars de statica medicina de Santorio Santorio paru l'année 1614 précédente[21].

## Naissances
- 24 janvier (baptême) : Jean Poisson (mort avant 1660), « comme beaucoup de membres de sa famille, marchand apothicaire à Angers », cousin du Jean Poisson (c.1615-1687) Premier apothicaire du roi[22].
- Marc Barot (mort en 1678), professeur d'anatomie et de chirurgie de l'université de Pont-à-Mousson, deuxième titulaire de la chaire que son père, Pierre Barot († 1660), avait inaugurée[23].
- Philibert Boudin (mort en 1712), apothicaire, né à Angers et installé à Paris, allié à Jean Poisson (c.1615-1687), Premier apothicaire du roi Louis XIV[24].
- Francisco Enríquez de Villacorta (mort en 1680), médecin espagnol[25].
- Charles Scarborough (mort en 1694), médecin et mathématicien anglais, également député au Parlement d'Angleterre pendant deux ans[26].
- Vers 1615 : Jean Poisson (mort en 1687), Premier apothicaire de Louis XIV, cousin de Jean Poisson († 1660) et allié à Philibert Boudin († 1712), tous deux apothicaires à Angers[22].

## Décès
- 4 février : Giambattista della Porta (né vers 1535), médecin italien[27],[28].
- 4 mai : Adrien Romain (né en 1561), médecin et mathématicien flamand[29].
- 18 mai : Andrea Sconeo (né à une date inconnue), polonais ayant étudié la médecine en Italie[30].
- 9 août : Timothy Bright (né vers 1551), médecin anglais[31].
- 9 octobre : Heo Jun (né en 1546), médecin à la cour de Seonjo, roi de Corée, surtout connu comme auteur du Dongui bogam[32].
- Giovanni Bravo-Chamizio (né à une date inconnue), médecin et anatomiste portugais, professeur à Coimbra, auteur de deux ouvrages de chirurgie intitulés : De medendis corporis malis per manualem operationem (1605) et De capitis vulneribus (1610[33]).
- Girolamo Mercurio, dit Scipion (né entre 1540 et 1550), médecin italien, auteur de La comare o ricoglitrice, ouvrage abondamment traduit, et resté, jusque dans les années 1620, le seul manuel d'obstétrique rédigé en langue vernaculaire italienne[34].
- Vers 1615 (avant août 1616) : Antoine Rabelais (né à une date inconnue), apothicaire à Chinon, petit neveu de Rabelais[35].
- 1615 au plus tôt : Ferrante Imperato (né en 1525), pharmacien et naturaliste napolitain[36].